# Limewax
Limewax, właśc. Maksym Ołehowycz Anochin (ukr. Максим Олегович Анохін, ur. w 1988 roku w Kamieńcu Podolskim) – ukraiński producent drum and bass, hardstep, darkstep. W wieku 11 lat przeniósł się do Tilburg w Holandii, gdzie zaczął tworzyć muzykę.

## Dyskografia
- Zombie Vs Zombie/Casino (2008, Position Chrome)
- He Will Find Us (SPL Rmx)/Halo (2008, Lost Soul Recordings)
- The Golden Path Remix (The First Movement) (2008, Freak MP3)
- Romance Explosion EP (2008, Freak Recordings)
- Nature Of Evil/Impaler (2008, Habit Recordings)
- Strike From The Land (2007, Freak MP3)
- One Of Them/Demolished (2007, Lost Soul Recordings)
- Agent Orange/Cat And The Hat (2007, L/B Recordings)
- He Will Find Us/Onkey (2007, Lost Soul Recordings)
- Golden Path/Evolution (2007, Obscene Recordings)
- Scars On The Horizon LP (2007, Tech Freak Recordings)
- Cleansed By A Nightmare (2007, Bastard Child Recordings)
- We Have Life EP (2006, Freak Recordings)
- M.O.T.D/Invasion (2006, Obscene Recordings)
- 1/2 Lb/The Way The Future (2006, Avalanche)
- Pain (2005, Prspct)
- The Lawra/Eyes Of Evil (2005, Freak Recordings)
- Sure Vision/Devil's Rage (2005, Sinuous)
- Satanina/Emato (2005, Obscene Recordings)
- Ritual Situation/The Limit (2005, Avalanche)
- Changing Crisis EP (2005, Tech Itch Recordings)